# Edinho
Edson Cholbi Nascimento, kendt som Edinho (født 27. august 1970 i Santos) er en brasiliansk tidligere fodboldspiller, der spillede som målmand i en række brasilianske klubber. Han er søn af den kendte fodboldspiller Pelé. Han var sjældent førstevalg på posten som målmand i de klubber, han spillede i; hans bedste resultat opnåede han, da han spillede for Santos FC, der i 1995 blev nummer to i kampen om det brasilianske mesterskab.

## Kriminalitet
Efter sin aktive karriere er Edinho i flere tilfælde kommet i konflikt med loven. Således blev han i 1999 dømt for drab (en dom, der dog senere blev annulleret), og i 2010 blev han idømt 33 års fængsel for hvidvaskning af penge tjent på handel med narkotika.